# Навахун
Навахун (ісп. Navajún) — муніципалітет в Іспанії, у складі автономної спільноти Ла-Ріоха. Населення — 18 осіб (2009).
Муніципалітет розташований на відстані близько 220 км на північний схід від Мадрида, 65 км на південний схід від Логроньйо.

## Демографія
Динаміка населення (INE ):

## Галерея зображень

Розташування муніципалітету
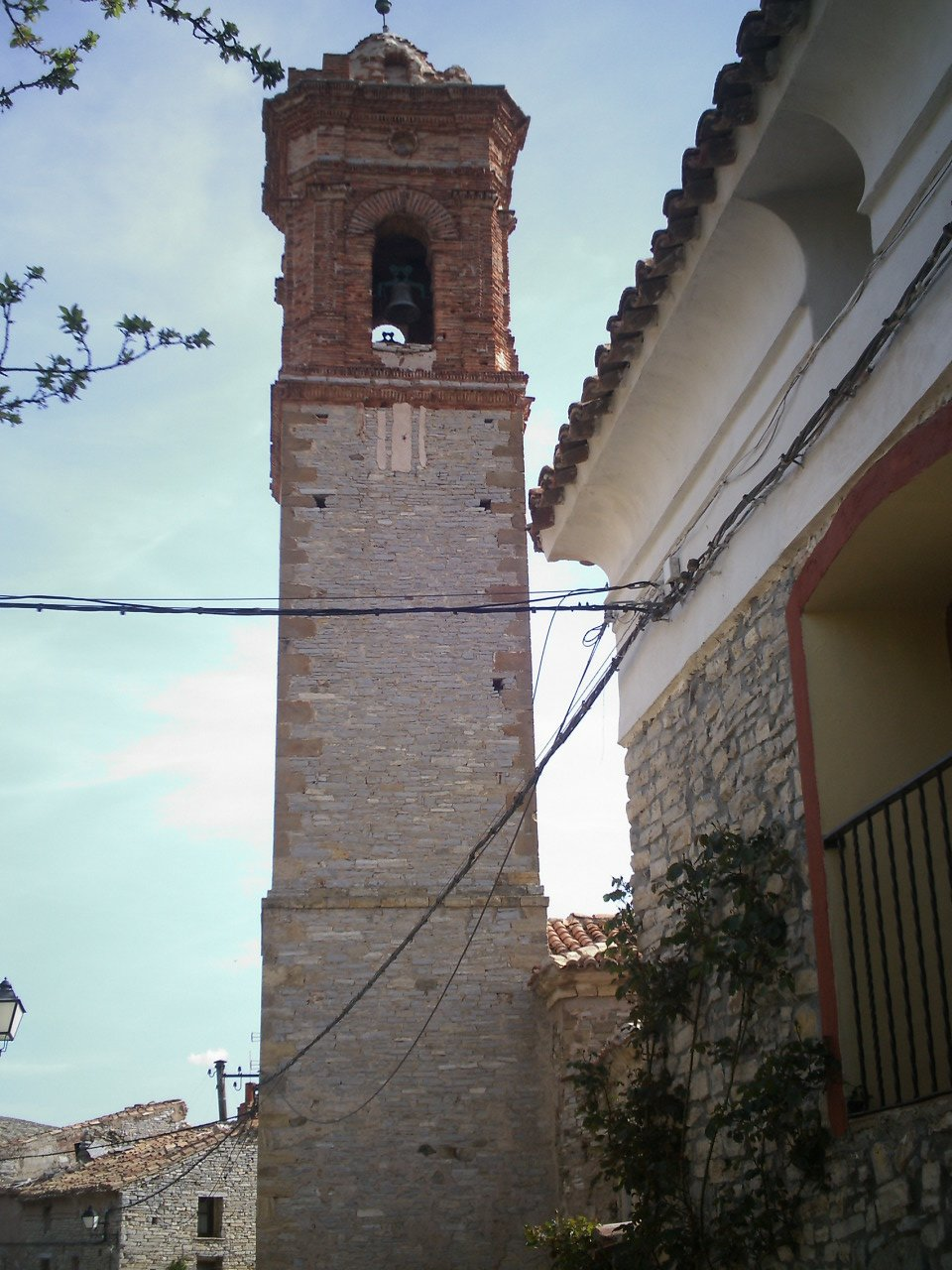
Церква Сан-Блас